# NGC 339
NGC 339 è un ammasso globulare situato nella costellazione del Tucano, nella Piccola Nube di Magellano, a una distanza di circa 186 000 anni luce dal Sistema solare.
Fu scoperto il 18 settembre 1835 da John Herschel.